# André Holland
André Holland, född 28 december 1979 i Bessemer, Alabama, är en amerikansk skådespelare.
Holland har bland annat medverkat i TV-serien The Big Cigar. Han har även medverkat i filmerna The Eddy och Moonlight.

## Filmografi (i urval)
- 2016 – Moonlight
- 2020 – The Eddy
- 2024 – Shirley
- 2024 – The Big Cigar (TV-serie)
- 2024 – Terminator Zero (TV-serie) (röst)